# Politieke terminologie in België
Politiek België en Vlaanderen hanteren door de federale structuur van het land, een eigen politieke terminologie die afwijkt van die in Nederland: het zogenoemd Wetstraatees. Soms heeft de inhoud van een term een andere of enigszins andere betekenis omdat het gekleurd wordt door de bijzondere communautaire toestand in België. Soms wordt er een heel nieuw woord uitgevonden, een neologisme. Verkiezingscampagnes vormen een voedingsbodem voor nieuwe Vlaamse woorden.

## Verklarende woordenlijst
Actieve welvaartsstaatBelangrijke doelstelling van de paars-groene coalitie onder premier Guy Verhofstadt: meer Belgen aan een baan helpen.
De actieve welvaartsstaat probeert de mensen minder afhankelijk te maken van de sociale uitkeringen, ze ertoe aan te zetten meer en langer te werken, en na een ziekte, ongeval of werkverlies sneller terug aan het werk te gaan.
Arc-en-cielWaalse term voor de paars-groene coalitie (Frans: regenboog).
ApparenteringOptelling van reststemmen per partij of samenwerkende partijen in de kiesdistricten om eventueel een restzetel te verkrijgen. Degene die op zo'n zetel mag plaatsnemen wordt een 'geapparenteerde' genoemd. In Nederland heet zoiets de uitwerking van een lijstverbinding. Let op: in de kieskring Brussel-Halle-Vilvoorde geldt de regeling over de grens van de gewesten en gemeenschappen heen.
BHVDe Belgische kieskring Brussel-Halle-Vilvoorde, een communautair twistpunt sinds 1963 (vastlegging van de taalgrens).
BrugpensioenVervroegd pensioen, in Nederland VUT (Vervroegde Uittreding).
CliëntelismeHet verlenen van zekere diensten en hulp aan de kiezer, met het oog stemmen te winnen of in ruil voor hun stem. 
Ook wel genoemd 'politiek dienstbetoon'. Zie ook "vriendjespolitiek".
CommunautairAlles aangaande de taalstrijd, de verhoudingen tussen de verschillende gemeenschappen en gewesten, en het proces van staatshervormingen.
CoöptatieTerm die partijen gebruiken om de benoeming van (onverkozen) kandidaten uit hun midden met specifieke inbreng aan te duiden, met name in de Senaat.
Cordon sanitaireGezamenlijke inspanning van partijen om een andere partij te weren uit het openbaar bestuur. Toegepast op het Vlaams Blok/Vlaams Belang.
CumulOpeenstapeling van politieke en bestuurlijke functies (waardoor belangenverstrengeling in de hand kan worden gewerkt).
DecumulHet tegengaan of ongedaan maken van 'cumul'.
EffectievenKandidaten op een kieslijst die direct-verkiesbaar zijn.
FaciliteitenEen Belgische gemeente gelegen in een eentalig gebied waarvan grondwettelijk is vastgelegd dat ze gemeentelijke diensten, als burgers daar om vragen, ook in een andere taal moet aanbieden dan in de officiële taal van het taalgebied waarin de gemeente ligt. Deze anderstalige diensten worden (taal)faciliteiten genoemd.
GemeenschapssenatorRechtstreeks gekozen senator, die wordt afgevaardigd door een van de 21 Gemeenschapsparlementen in België. De Senaat telt ook 10 rechtstreeks gekozen 'gecoöpteerde' senatoren.
Gratis-politiekPolitieke strategie van Steve Stevaert van de sp.a om collectieve voorzieningen, met name in het bijzonder voor de kansarmen, gratis te verstrekken.
GeneratiepactPact uit 2005 over de werkgelegenheid en de pensioenen.
KabinetIn Nederland: de ministers en de staatssecretarissen, in België de dure privé hofhoudingen van de ministers, die even lang aanblijven als de ministers, en die dienen als buffer tussen politici en ambtenaren, omdat de politici de ambtenaren niet vertrouwen en zelf de beleidsvoorbereiding doen.
KartelLijstverbinding, maar de kandidaten staan tezamen op één lijst.
Kernkabinet (of kortweg "kern")De groep van belangrijkste ministers (namelijk de premier en vicepremiers). De Franstaligen hanteren dezelfde term: le "kern" (of ook wel conseil des ministres restreint).
KernuitstapTerm voor de afschaffing van kernenergie in België, waartoe besloten is door de eerste Paars-Groene coalitie.
Kmo'sKleine en middelgrote ondernemingen (Frans PME: Petites et moyennes entreprises). In Nederland aangeduid als: het midden- en kleinbedrijf (MKB).
LijstduwerTerm die in België meestal gebruikt wordt voor een bekend persoon die op een van de laagste, onverkiesbare plaatsen op een kieslijst staat en die daardoor normaal gesproken uitsluitend fungeert als stemmentrekker voor de partij. Dit begrip wordt overigens ook in Nederland gebruikt en heeft daar dezelfde betekenis.
Mandatarisgemandateerde, verkozene, bezitter van een politiek mandaat (functie).
De meerderheidDe regeringspartij(en). (leenvertaling uit Frans 'La majorité')
MilitantActief lid van een politieke partij, bijvoorbeeld een lid van een partij dat tijdens verkiezingscampagnes affiches opplakt of brochures uitdeelt.
ModelstaatVerkiezingsbelofte van de VLD voor België.
On n'est demandeur de rienUitdrukking waarmee men bedoelt dat Franstalige politieke partijen geen vragende partij zijn voor nieuwe staatshervormingen.
Open debatcultuurOpenlijke discussies binnen de regering.
OpvolgersTerm voor mensen die niet direct verkiesbaar zijn, maar die de 'effectieven' opvolgen wanneer die opstappen. Zij worden als opvolger verkozen; anders dan in Nederland schuiven dus niet de lagergeplaatste 'effectieve' kandidaten naar boven.
PariteitGrondwettelijke bescherming van de Franse minderheid; elke federale regering moet naast de Eerste Minister (minister-president) evenveel Franstalige als Nederlandstalige ministers tellen. In de praktijk betekent dat voor elke taalgroep maximaal 7 ministers (exclusief premier).
PlatdietsTaalkundige aanduiding voor de Limburgs-Ripuarische streektaal in het Noordoosten van de Provincie Luik. Zie hiervoor de lemma's Platdiets en Platdietse streek.
PluriformOpenstaand voor andere politieke meningen en bereid tot samenwerking.
ScheurlijstAfsplitsing van een bestaande politieke partij.
Snel-Belg-wetCourante term voor de Belgische naturalisatiewet.
StemplichtSoort opkomstplicht voor elke kiesgerechtigde Belg in en buiten België. Bij volmacht stemmen en blanco of ongeldig stemmen zijn toegestaan. Wie niet stemt begaat een overtreding die bestraft kan worden met een berisping of boete. Wie binnen 15 jaar vier of meer keren niet stemt riskeert ontneming van het stemrecht voor een periode van tien jaar en bovendien uitsluiting van benoemingen, promoties of onderscheidingen van de openbare overheid voor die periode. In de praktijk worden de sancties nauwelijks opgelegd.
TeletubbiesBijnaam voor vier sp.a-campagneleiders.
TijdsparenDe mogelijkheid een periode lang meer arbeidsuren te maken, die kunnen worden opgespaard om later meer rustperiodes te kunnen nemen.
VerruimingVersterking van de partij door het binnenhalen van mensen met een palmares uit een andere maatschappelijke sector of overlopers uit andere partijen.
WafelijzerpolitiekEen budgetteringsmethode in de Belgische politiek tot ongeveer 1988 voor het gelijkwaardig toewijzen van gelden voor grote projecten in de twee landsdelen, Vlaanderen en Wallonië.
 Zie ook Koekoekseffect.
Wit konijnBekende Vlaming die vlak voor aanvang van of tijdens een verkiezingscampagne door een politieke partij op een verkiesbare plaats op de kieslijst wordt gezet, in de hoop kiezers ertoe te bewegen op de betreffende partij te stemmen.
Zwarte ZondagTerm voor de dag waarop het Vlaams Blok doorbrak bij verkiezingen. Tot mei 2003  zijn er al drie van die dagen geweest.
Zweedse coalitieDe regering-Michel I, waarvan de samenstelling leek op de vlag van Zweden: veel blauw (de liberalen van Open Vld en MR), met daarin geel (de Vlaams-nationalisten van N-VA) en met een kruis (de christendemocraten van CD&V).
ZweeppartijOppositiepartij die met sommige van haar standpunten het regeringsbeleid kan beïnvloeden.